# 植生
植生（しょくせい、英語：vegetation）とは、地球上の陸地において、ある場所に生育している植物の集団である。
地球上の陸地は、砂漠などの極端な乾燥地域や氷河地域を除いて、何らかの植物被覆で覆われている。そこに見られる植物被覆のことを植生という。この植生は、気候や土地条件の違い，あるいは人為的な作用の加わり方の違い、場所によりけりで森林や草原、耕作地、植物のごく少ない荒原などとなる。このようにその場の植物のありようによって、その場その場の景観（これを相観と言う）ははっきりと特色づけられる。そのためこれを把握する場合、植生もしくは植被と呼んでいる。

## 植物群落
植物群落（しょくぶつぐんらく）とは何種類かの植物がまとまってつくる植物の集団を指している言葉である。単に群落ともいう。主に場所ごとに異なった植物群を識別することができる。そのことにより、それぞれ特有の種類組成を示して見せることができる。これを比較してゆくと、類似した環境にはほぼ同一の植物群が出現することがわかる。そこで植物名や環境の名称を頭にかぶせてそれぞれの植生を植物群落として認め、それぞれの名を与えて用いる。植物社会学で植物群落を分類する際には、群集を基本単位として用いる。このような研究においては、まずその場にどのような植物の種が、どの程度の量、面積で生育しているか、といった情報を集める必要がある。そのための調査を植生調査という。

## 植生工
植生工は、工法と工種で使用される名称で、工法の意味では復元しようとする植物を播種、植栽、あるいは自然植生の侵入を促したりする工法の総称である｡
そして工法としては種子から導入する播種工、植栽によって導入を図る植栽工、植生の自然侵入を促す植生誘導工の3つに大別される｡